# Креаціонізм

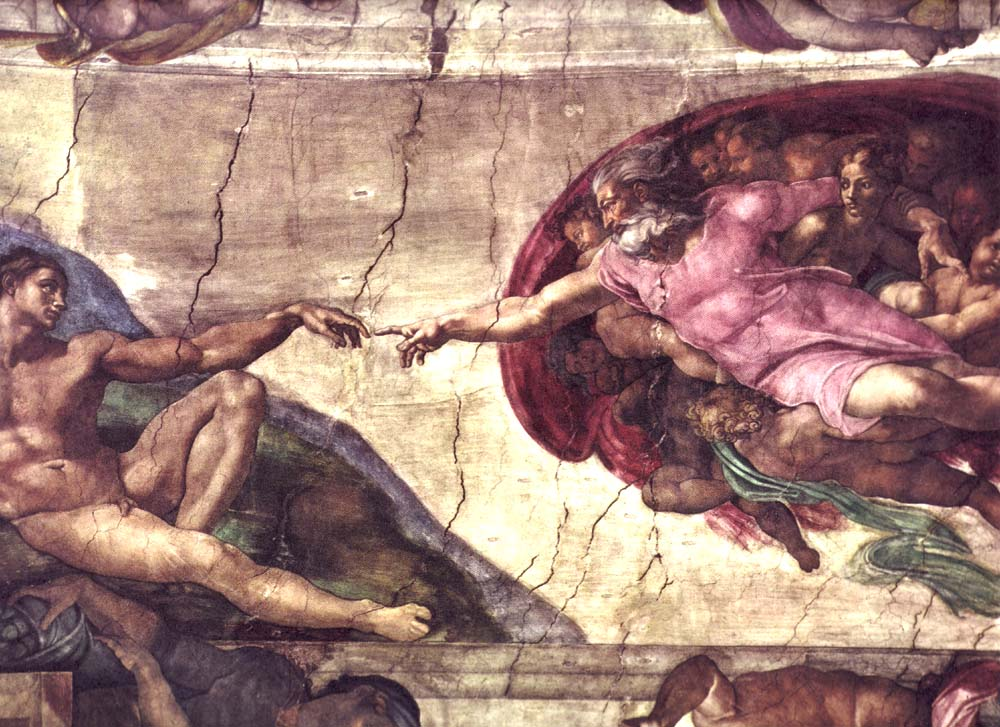
«Створення Адама» (фрагмент фрески Мікеланджело у Сикстинській капелі).

Креаціонізм (англ. creationism) — віра в те, що світ, людина та інші форми життя на Землі створені вищою, надприродною силою (Богом, духами т. д.). Креаціонізм не є цілісною доктриною — існує багато різновидів креаціонізму з різними уявленнями про час та обставини акту творіння та різним ставленням до сучасних наукових поглядів на біологічну еволюцію, віку Землі та антропогенез.

## Історія
Історія креаціонізму є частиною історії релігії, хоча сам термін виник недавно. Термін «креаціонізм» став популярним лише приблизно з кінця XIX — початку XX століття, коли наукові теорії, що суперечили канонічним релігійним текстам (принаймні у їх буквальному розумінні), стали істотно впливати не тільки на погляди наукової спільноти, але й на масову свідомість. Це було реакцією захисників традиційного релігійного світогляду на нову наукову картину світу, і насамперед на теорію еволюції, запропоновану Чарльзом Дарвіном. Термін був поширений християнськими фундаменталістами, що рішуче протистояли науковому впливу. Ці групи домоглися тимчасової заборони на викладання еволюційної біології в публічних школах деяких юрисдикцій США, а з середини 1960-х років активісти течії молодоземельного креаціонізму почали активно домагатися викладання в публічних школах «наукового креаціонізму», який підтримує буквальне трактування Старого Заповіту. 1975 року судова постанова в процесі Деніел проти Вотерса визнала неконституційним викладання креаціонізму в США. Це призвело до зміни назви креаціонізму на «науку створення», а після її заборони в 1987 році (процес Едвардс проти Агілларда) — на «розумний задум», який заборонили 2005 року (процес Кіцміллер проти Довера).

### Концепція творіння в ранньому та середньовічному християнстві

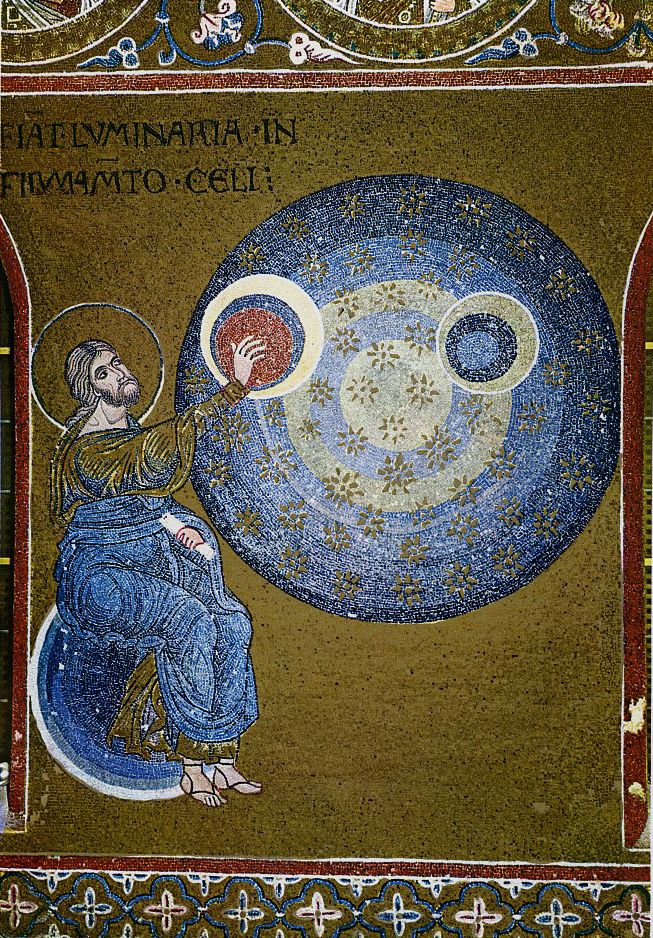
Створення світу, Кафедральний собор у Монреалі, мозаїка, XII ст.

Ранньохристиянські Отці Церкви переважно розглядали історію творіння як алегорію, з більш духовним значенням, ніж буквальним, хоча прямо не відмітаючи і буквальне значення. У першому столітті апостол Павло описував строфу 2:24 Книги Буття як алегорію, що означала Христа та церкву. Філон Александрійський описував творіння як миттєвий процес, стверджуючи, що вказані в Біблії 6 днів були необхідні для порядку та створення щасливого числа. Єврейські автори, такі як Авраам ібн Езра, що були відносно близькими до концепції креаціонізму, також відмовлялися від літературного тлумачення Книги буття. Рамбам прямо вказував, що розділи 1–3 Книги буття не можуть тлумачитися буквально.
У відповідь на віру гностиків, що Книга Буття була цілком алегоричною, ортодоксальні християни відвели це тлумачення, хоча знову не перейшли на буквальне тлумачення тексту. Зокрема Ориген вірив, що фізичний світ дійсно є творіння Бога, але не хронологія або окремі події творіння. Подібно до нього і Святий Василій, що жив у IV столітті, описував творіння як раптове та неподільне, хоча і сприймав багато біблійних тверджень буквально.
Августин Аврелій в своїй роботі «Буквальне значення Книги Буття» наполягав, що ця книга вірно описує творіння фізичного світу, але погоджувався з попередниками, що творіння було раптовим, із днями введеними з дидактичних причин, для логічної класифікації. Для нього світло було алегорією ангелів, а не видимим світлом; духовним, а не фізичним. Августин підкреслював складність розуміння тексту та необхідність переосмислення його з новими знаннями. Зокрема, згідно з ним, християни не повинні створювати абсурдних догматичних інтерпретацій, що суперечать фізичним свідоцтвам.
В XIII столітті Фома Аквінський, як і Августин, відмічав необхідність вірити Писанню, але пам'ятати, «що Святе Писання може бути пояснене численними шляхами, не слід ставати прихильниками одного з них, лише щоб потім не мати можливості відмовитися від нього, якщо буде доведено його помилковість; Святе Писання не слід описувати невірним в смішному вигляді та ставити перешкоди на їх шляху до віри».

### Природна теологія
З 1517 року Реформація принесла новий погляд на тлумачення Книги Буття, зокрема Мартін Лютер відстоював ідею, що творіння дійсно зайняло 6 днів, та навіть вказував на дату цієї події біля 6000 років тому, посилаючись на Мойсея, хоча і відмічав, що німці, читаючи переклад через кілька тисячоліть, мали інше розуміння, ніж євреї, що жили в інший час, тому в багатьох випадках, таких як історія про змія, і Лютер схилявся до алегоричних пояснень. Жан Кальвін також відмічав миттєве творіння, але критикував тих, хто всупереч розумінню фізичного світу дійсно уявляв «води над небом».
Відкриття нових земель принесли знання про нові різноманітні форми життя, що привело до поширення ідеї, що кожна з цих істот була індивідуально створена Богом. В 1605 році Френсіс Бекон підкреслював, що робота Бога в природі навчає нас інтерпретувати світ Бога в Біблії, а його метод Бекона ввів емпіричний підхід, центральний в сучасній науці. В результаті виникла так звана природна теологія, що пропонувала вивчати природу з метою знаходження свідоцтв на користь християнству, що також здійснювала численні спроби узгодити знання про природу з концепцією Всесвітнього потопу.
В 1650 році архієпископ Армський, Джеймс Ашшер, опублікував Хронологію Ашшера, засновану на Біблії версію історії, що вказувала роком творіння 4004 рік до Різдва Христового. Цю дату було на той час прийнято, але розвиток геології в XVIII і XIX століттях виявив існування пластів і зкам'янілостей, що вказували на існування стародавньої Землі. В результаті в Англії поширилася концепція катастрофізму, що пропонувала пояснення цих даних за допомогою Всесвітнього потопу, проте вона виявилася нежиттєздатною і вже у 1850 році більшість євангелістських церков прийняли різноманітні форми креаціонізму «старої Землі» (але не термін), хоча і не сприйняли еволюцію.

### Еволюція
Приблизно з початку XIX століття почали поширюватися ідеї, подібні ідеям Ламарка про трансмутацію видів, хоча вони не набули великої відомості та розглядалися майже виключно в середовищі паризьких та единбурзьких анатомістів. Британія на той час перебувала у стані війни з республіканською Францією, та побоювання ідей Американської та Французької революцій привело до жорстких репресій будь-яких ідей, що потенційно могли загрожувати виправданню монархії божественним походженням. Роботи Чарльза Дарвіна над своєю теорією природного відбору велися в суворій таємниці. Із закінченням війни репресії зменшилися, і анонімна публікація роботи «Сліди творіння» в 1844 році була сприйнята із зацікавленням та підтримкою з боку квакерів й унітаріанців, але критикою з боку наукового суспільства, що підкреслило необхідність додаткових доказів. Робота Дарвіна 1859 року «Походження видів» забезпечила свідоцтва з авторитетних та поважних джерел, і поступово науковці переконалися в концепції еволюції. Проте теорія зустрічала опір з боку консервативних євангелістів та Англіканської церкви, але їх увага скоро перемкнулася на більший шум, піднятий роботою «Дослідження та огляди» (Essays and Reviews) ліберальних англіканських теологів, на тему суперечки про «вищу критику», розпочату ще Еразмом кілька століть раніше. Книга переосмислювала Біблію та із сумнівом розглядала її буквальну інтерпретацію. До 1875 року більшість американських натуралістів підтримували ідею теїстичної еволюції, часто із введенням окремого створення людини.
На початку XX століття еволюція була переважно прийнятою та почала викладатися в школах. Проте після Першої світової війни поширилася ідея, що німецька агресія була наслідком дарвінівської доктрини «виживання найпристосованішого», що підштовхнуло американця Вільяма Дженнінгса Браяна розпочати кампанію проти викладання ідей еволюції людини. В 1920-х роках Фундаменталістсько-модерністська суперечка привела до зростання релігійного пилу фундаменталістів, що почали закликати проти викладання еволюції в публічних школах. Їм вдалося добитися такої заборони в Теннессі в 1925 році Актом Батлера та видалення розділу про еволюцію з популярних підручників з біології в інших штатах. Саме того часу термін «креаціонізм» почав використовуватися як антонім еволюції.

### Судові рішення та офіційні резолюції щодо викладання еволюційної теорії та креаціонізму

#### «Мавпячий процес» 1925р. у штаті Теннессі
У 1925 р., шкільного вчителя Джона Скоупса було звинувачено у порушенні «Акту Батлера» — закону штату Теннессі, який забороняв викладати у навчальних закладах, фінансованих штатом, «будь-яку теорію, що заперечує історію Божественного Створіння людини згідно з Біблією, і замість цього вчить, що людина походить від тварин нижчого ґатунку». Скоупс свідомо порушував Акт Батлера, сподіваючись за допомогою Американської Спілки за Громадські Свободи (ACLU) надати справі широкого розголосу і привернути громадську увагу до цієї проблеми.
Справа Скоупса дійсно викликала великий резонанс у США (висвітлювати суд прибуло більше двохсот американських кореспондентів, а також двоє англійських) і стала широко відомою у світі під назвою «мавпячого процесу». Пізніше на основі цих подій було написано п'єсу «Inherit the Wind» («Пожнеш бурю») (1955), яка йшла на сценах Бродвея, а також знято кінофільм у 1960 р. і телевізійні фільми у 1965, 1988 and 1999 рр.
Окружний суд у м. Дейтоні визнав Скоупса винним і присудив до штрафу у розмірі 100 доларів. Апеляцію адвокатів Скоупса до Верховного Суду штату Теннессі було відхилено, однак водночас суддя відзначив процедурні порушення у рішенні про накладання штрафу і рекомендував прокурору заради суспільного спокою відмовитися від продовження «цієї дивної справи», враховуючи, що звинувачуваний більше не перебуває на державній службі. Прокурор заявив, що не наполягатиме на продовженні справи.

#### Скасування закону штатуАрканзаспро заборону викладання еволюційної теорії у державнихшколах(1968)
У 1928 р. в Арканзасі було прийнято закон, аналогічний теннессійському «Акту Батлера». Закон діяв протягом 40 років, але за весь час ніхто не був звинувачений у його порушенні. У 1968 р. цей закон оскаржила Сюзан Епперсон, вчителька з м. Літтл Рок.
Верховний Суд США скасував законодавчі акти штату Арканзас, які забороняли викладання еволюційної теорії у державних школах. Суд визнав, що, згідно з Першою Поправкою до Конституції США, штати не можуть вимагати пристосування навчального процесу «до принципів чи заборон будь-якої релігійної секти або догми».
Після цього рішення, прибічники креаціонізму кілька разів висували у різних штатах США позови проти викладання еволюційної теорії, але ці позови щоразу відхилялися.

#### Скасування актів про «збалансоване викладання» (1987, 2005)
На початку 1980-х років у штаті Луїзіана було прийнято законодавчий акт про «збалансоване викладання» еволюційної теорії та креаціонізму. У випадку викладання у державних школах еволюційної теорії, цей закон вимагав викладати також і креаціонізм.
У 1987 р., Верховний Суд США визнав «акт про збалансоване викладання» неконституційним, оскільки законодавчі акти не повинні бути спрямованими на підтримку релігії з боку держави. Водночас суд відзначив, що немає підстав забороняти викладання альтернативних наукових теорій, в тому числі і про походження людства.
Це рішення стимулювало розвиток нових напрямків креаціонізму, які дистанціювали себе від конкретної релігійної доктрини і претендували на статус наукової теорії, що мала б викладатися як альтернатива еволюційній. Зокрема, у 2004 р. керівна рада шкільного округу Давер (шт. Пенсільванія) ухвалила рішення, згідно з яким вчителі мали вказувати школярам на невирішені проблеми у теорії Дарвіна, і обов'язково розповідати про концепцію «Розумного задуму» як альтернативну теорію. У 2005 р. окружний суд визнав це рішення незаконним, кваліфікувавши концепцію «Розумного задуму» не як наукову теорію, а як різновид креаціонізму, пов'язаний з християнською релігійною доктриною.

#### Справа Марії Шрайбер (2006)
Детальніше: Справа Шрайбер
У 2006 році в м. Санкт-Петербурзі (Росія) школярка Марія Шрайбер разом із своїм батьком Кирилом Шрайбером подала позов до Міністерства освіти Російської Федерації за порушення прав людини шляхом «безальтернативного нав'язування теорії Дарвіна» у загальноосвітніх школах. Розглянувши справу, суд відхилив цей позов.

#### Резолюція Ради ЄС проти креаціонізму (2007)
У 2007 року ПАРЄ ухвалила резолюцію, в якій засуджуються спроби введення в шкільні програми викладання креаціонізму. Урядам країн Європи рекомендується рішуче не допускати викладання креаціонізму в освітніх закладах на всіх заняттях, не пов'язаних з викладанням релігії. Креаціоністи опублікували свою відповідь на цю резолюцію.

## Термін і різновиди креаціонізму

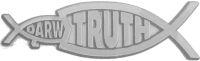
Креаціоністська відповідь на пародію: «Істина» перемагає «рибку Дарвіна»

Розрізняють два основні напрямки креаціонізму: в одному наукові дані про еволюцію живих істот, Землі і Всесвіту цілковито заперечувались; у другому — частково приймалися і адаптувалися до традиційних концепцій, витлумачених у менш буквальному сенсі.
Оскільки у священних книгах різних релігій є описи створення світу, людини та інших живих істот Богом, богами чи іншими понадприродними силами, традиційні релігійні уявлення про походження життя і людини залишаються в основному креаціоністськими. Хоч спільною і центральною для них є ідея про сотворіння життя вищою силою, однак уявлення про час цього акту творіння, а також про можливість і характер еволюції створених форм життя є суттєво відмінними. Одні напрямки креаціонізму визнають макроеволюцію, коли інші вважають її можливою тільки у вузьких межах або повністю заперечують: одні визнають сучасні наукові концепції про вік Землі, небесних тіл і живих істот, — інші наполягають на буквальному тлумаченні біблійної хронології або дотримуються компромісних поглядів.

### Молодоземельний креаціонізм

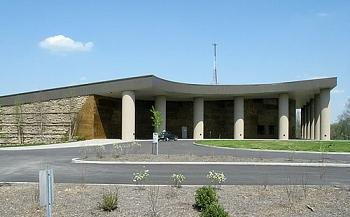
«Музей творення» в штаті Кентуккі (США), в експозиції якого представлено точку зору прихильників молодоземельного креаціонізму

«Молодоземельний креаціонізм» (англ. Young Earth Creationism) спирається на буквальне розуміння історичної хронології світу, Землі і людства, викладеної у Біблії. Згідно з Книгою Буття, Бог створив Землю та живі істоти на ній протягом шести днів. Час, що минув від цього акту творення до сьогодення, також вираховується через буквальне тлумачення священних текстів (наприклад, у 1650 р. англіканський архієпископ Джеймс Ашер підрахував, що Бог створив світ у жовтні 4004 р. до Р. Х.). Інші методики підрахунків дають дещо інші цифри, але загалом проміжок часу від створення світу до сьогодення, описаний Біблією, не виходить за межі десяти тисяч років.
Прибічники цього напрямку не визнають еволюції і заперечують дані сучасної науки щодо датування геологічних структур та викопних біологічних об'єктів, знайдених на Землі. Викопні рештки вимерлих біологічних видів, сліди динозаврів тощо можуть інтерпретуватися як залишки від тварин, знищених Всесвітнім Потопом. Сучасні наземні хребетні тварини вважаються нащадками тварин, врятованих від Потопу у Ноєвому ковчезі. Їх сучасне різноманіття було закладено ще під час акту творення, згодом тварини могли дещо змінюватися у процесі пристосування до різних природних умов, змішування між собою та мутацій.

#### «Барамінологія»
Зокрема, існують спроби виділити групи споріднених видів живих істот, які можуть походити від спільних предків; при цьому предки істот з іншої групи були створені окремо. Класифікаційні групи в рамках такої системи називають «барамінами», а «голобараміном» — групу видів чи вищих таксонів, що мають спільне походження. Таким чином, «барамінологія» визнає можливість певної макроеволюції, але вважає її обмеженою, нездатною перейти бар'єри між різними «голобарамінами» (в термінах біологічної класифікації, вийти за межі біологічного роду чи, щонайбільше, родини). При цьому людина зараховується до окремого «голобараміну» і не може мати спільних предків з будь-якими тваринами.

#### Проблема узгодження з даними сучасної астрономії
Молодоземельний креаціонізм суперечить даним сучасної астрономії про вік космічних об'єктів і відстані між ними. Наприклад, у випадку створення Всесвіту кілька тисяч років тому до Землі ще не встигло б дійти світло від зірок, віддалених значно більше ніж на кілька тисяч світлових років. У зв'язку з цією проблемою, було висунуто кілька ідей. За однією з них, Бог створив не тільки планети і зірки, але й світло у просторі між ними, щоб їх відразу можна було бачити. (Критики відзначають, що в цьому варіанті спалахи наднових зірок на значній відстані від Землі та деякі інші астрономічні явища перетворюються з реальних подій у давно минулому часі на оптичні ефекти, створені наче «спеціально для глядача».) За іншою версією, кілька тисяч років тому швидкість світла була значно більшою, ніж тепер. Існують також ідеї про «молоду» Землю, оточену «старим» Всесвітом.

### Креаціонізм «старої Землі»
Креаціонізм «старої Землі» (англ. Old Earth Creationism) тлумачить біблійні тексти про створення світу не в буквальному, а в метафоричному сенсі. Наприклад, кожен із шести «днів», за які був створений світ, може бути «днем» для Господа, а за людськими мірками відповідати мільйонам чи мільярдам років.

#### «Доби» творіння та «рамочна» інтерпретація
| Таблиця, що ілюструє «рамочну» інтерпретацію «днів творіння» |                                |
| Створення Царств                                             | Створення Володарів Царств     |
| День 1: Світло                                               | День 4: Світила                |
| День 2: Небо і води                                          | День 5: Птахи і риби           |
| День 3: Земля і рослинність                                  | День 6: Наземні істоти, Людина |
| Цар-Творець                                                  |                                |
| День 7: Відпочинок Творця - субота                           |                                |

Єврейське слово, що перекладається у книзі Буття як «день», може вживатися і в ширшому значенні, позначаючи проміжок часу, який не обов'язково дорівнює 24 годинам (порівняйте з українським словом доба). Існують спроби інтерпретувати події з кожної «доби» творіння як відповідні до певних подій у космологічній, геологічній та біологічній історії за даними науки: наприклад, до Великого Вибуху, виникнення зірок, планет, океанів і континентів, виходу живих істот з моря на суходіл тощо (так званий Day-Age Creationism).
Згідно з «рамочною» інтерпретацією, шість «днів» творіння розглядаються не у хронологічному порядку, а в логічному: дні 1, 2 та 3 описують створення «царств», а дні 4, 5 та 6 — створення «володарів» цих трьох царств (див. таблицю).

#### Ідея про «прихований» проміжок земної історії
Існує також тлумачення Книги Буття, за яким між моментом, коли «На початку Бог створив Небо та землю» (Буття 1:1) і коли «земля була пуста та порожня, і темрява була над безоднею» (Буття 1:2) існував значний проміжок часу. За цей період Земля зазнала занепаду і спустошення (можливо, внаслідок повстання Сатани проти Господа), і потім була переформована актом Божого творіння. Таким чином можна пояснити дані сучасної геології, за якими вік Землі становить не кілька тисяч, а кілька мільярдів років. Цей напрямок креаціонізму називають Gap Creationism.

#### «Прогресивний» креаціонізм та «теїстична еволюція»
«Прогресивний» креаціонізм — це різновид креаціонізму «старої Землі», який визнає оцінки віку Землі за даними сучасної геології та космології, але вважає, що виникнення нових видів рослин та тварин у ході земної історії щоразу було пов'язане з втручанням божественної сили. Можливість природного походження усіх живих істот від спільного предка переважно заперечується. Натомість прихильники ідеї «теїстичної еволюції» (або «еволюційного креаціонізму») визнають біологічну макроеволюцію, розглядаючи її як інструмент, за допомогою якого Бог творить нові види живих істот.

### Індуїзм
Зазвичай індуїсти розглядають всесвіт як вічний та циклічний. В священних текстах описані виникнення Землі, людини та інших живих істот, за ними вони постійно проходять цикли створення та знищення (пралая).
Проте індуїсти зазвичай визнають еволюцію в тій чи іншій формі, хоча і розглядають бога Брахму як творця. Проте деякі релігійні об'єднання індуїстів та політичні організації закликають до нових досліджень питання.

#### Іслам
Іслам, як і християнство, вважає світ і людину створеними Богом, але у Корані, на відміну від Біблії, немає детального опису акту творіння, і тому в ісламському світі менш поширений буквалістський креаціонізм, подібний до християнського молодоземельного креаціонізму. Еволюційні ідеї критикуються за те, що вони сприяють формуванню матеріалістичного і атеїстичного світогляду. Також заперечується можливість еволюції на основі «випадкових» подій, оскільки все відбувається тільки з волі Божої. Ліберальні напрямки ісламського креаціонізму близькі до еволюційного креаціонізму.

#### Юдаїзм
Більшість напрямків сучасного юдаїзму, за винятком частини ортодоксальних, не заперечують сучасних наукових концепцій космології та еволюції, і близькі за поглядами до ідей еволюційного креаціонізму чи теїстичного еволюціонізму.

### Неокреаціонізм та концепція «Розумного задуму»
Неокреаціонізм — спроба створити таку форму креаціонізму, яка не була б безпосередньо прив'язаною до тлумачення конкретних священних текстів. Розвиток неокреаціонізму в США стимулювався судовими рішеннями, що визнавали неконституційними закони, які у разі викладання у державних школах еволюційної теорії зобов'язували одночасно викладати і креаціоністську. Рішення мотивувалися тим, що закон не повинен надавати перевагу жодній конкретній релігії. Якщо ж перетворити креаціонізм з релігійної концепції на наукову, тоді можна буде вимагати розгляду його на рівних правах з теорією еволюції та іншими науковими теоріями. Вказуючи на окремі невирішені проблеми і суперечності, прихильники неокреаціонізму прагнуть створити враження про глибоку кризу сучасної еволюційної теорії, і вимагають викладання в школах альтернативної точки зору (англ. "Teach the controversy"). Найвідомішою формою неокреаціонізму у США є концепція «Розумного задуму» (англ. Intelligent design), розвиток якої пов'язаний переважно з діяльністю Discovery Institute в м. Сіетлі (шт. Вашингтон). Прихильники цього напрямку стверджують, що «певні характерні риси Всесвіту та живих істот можна найкращим чином пояснити дією розумного чинника, а не через неспрямований процес, такий як природний відбір», і тому наука повинна не обмежуватись пошуком виключно природних причин, а враховувати також і можливість дії надприродних факторів. Однак досі спроби досягти для «Розумного задуму» статусу наукової теорії, яка має викладатися у школах нарівні з еволюційною теорією, не мали великого успіху. Зокрема, у 2005 р. один з окружних судів у шт. Пенсільванія (США) кваліфікував концепцію «Розумного задуму» не як наукову теорію, а як різновид креаціонізму, пов'язаний з християнською релігійною доктриною, і не знайшов підстав для викладання його у школах як обов'язкової альтернативи еволюційній теорії.

### Порівняльна таблиця
Нижче наведено таблицю, у якій порівнюються погляди основних напрямків креаціонізму на проблеми створення і еволюції людини, життя, Землі і Всесвіту (за матеріалами англомовної Вікіпедії).
|                                                             | Людина                                                        | Інші живі істоти                                                                                                  | Земля                                                                   | Всесвіт                     |
| Молодоземельний креаціонізм (англ. Young Earth creationism) | Пряме створення Богом.                                        | Пряме створення Богом. Макроеволюції немає (або у вузьких межах).                                                 | < 10 тис. років. Радикальні зміни після всесвітнього потопу.            | Різні погляди.              |
| Молодоземельний креаціонізм (креаціоністські космології)    | Пряме створення Богом.                                        | Пряме створення Богом. Макроеволюції немає (або у вузьких межах).                                                 | < 10 тис. років. Радикальні зміни після всесвітнього потопу.            | < 10 тис. років.            |
| Прогресивний креаціонізм                                    | Пряме створення Богом.                                        | Пряме створення Богом. Макроеволюції немає (або у вузьких межах).                                                 | Вік відповідає даним науки. Радикальні зміни після всесвітнього потопу. | Вік відповідає даним науки. |
| Теїстичний еволюціонізм                                     | Пряме створення Богом (з анатомічною подібністю до приматів). | Пряме створення + еволюція. Немає єдиного спільного предка.                                                       | Вік відповідає даним науки. Немає радикальних змін за рахунок потопу.   | Вік відповідає даним науки. |
| Еволюціонізм                                                | Еволюція від приматів.                                        | Еволюція від єдиного спільного предка.                                                                            | Вік відповідає даним науки. Немає радикальних змін за рахунок потопу.   | Вік відповідає даним науки. |
| Концепція «Розумного задуму» (англ. Intelligent design)     | -                                                             | Втручання вищої сили у певний момент у минулому (доводиться «неспрощуваною складністю» — irreducible complexity). | -                                                                       | -                           |

### Креаціонізм і християнські конфесії

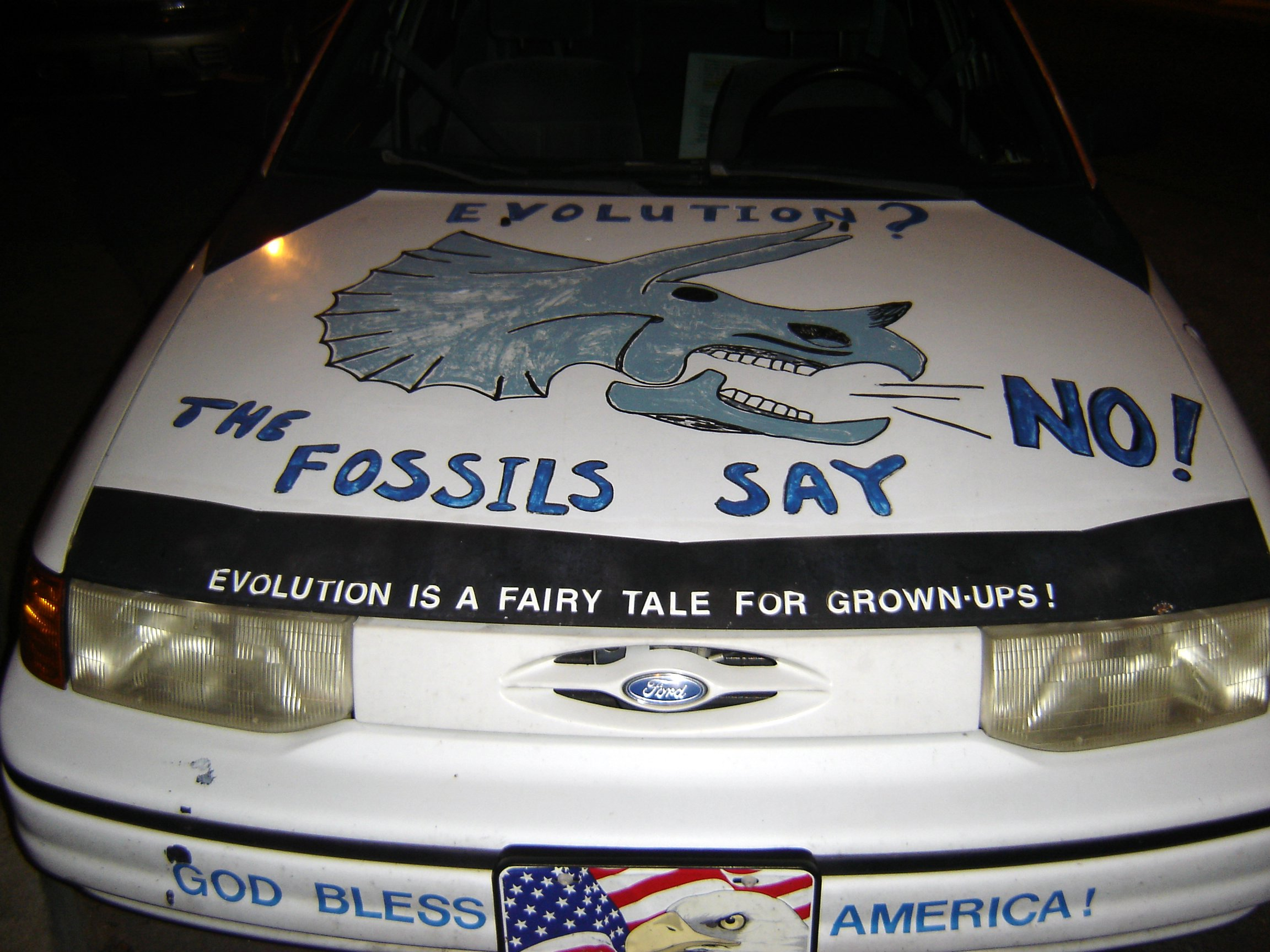
Автомобіль, розмальований лозунгами «Еволюція? Викопні рештки кажуть „НІ“!» та «Еволюція — казочка для дорослих!». (Сфотографовано у шт. Джорджія (США))

Буквалістський молодоземельний» креаціонізм є найбільш впливовим і активним серед прихильників «молодих» протестантських церков у США. За даними опитування служби Геллапа у 2007 р., близько 43 % американців вірять, що «Бог створив людські істоти приблизно у їх нинішньому вигляді у певний момент десь не більше 10 тисяч років тому», і лише 14 % вважають, що «людство розвинулось за мільйони років з нижчих форм життя без участі Бога у цьому процесі».
Католицька церква і «старі» протестантські церкви у країнах Європи переважно не заперечують дані сучасної науки і підтримують ідеї, близькі до теїстичного еволюціонізму, відкидаючи матеріалістично-атеїстичні тлумачення еволюції і наголошуючи, що Бог створив людину за своєю подобою і дав їй безсмертну душу.
Деякі групи серед вірних православної церкви різко виступають проти «теїстичного еволюціонізму», називаючи його «звіриною філософією», яка несумісна з православною вірою і викликає «сміх сатани і плач янголів Христових». Відомий православний публіцист диякон Андрій Кураєв, навпаки, вважає, що надто буквалістичне тлумачення Біблії не відповідає справжньому духу Православ'я, а у розповсюдженні «молодоземельних» версій креаціонізму вбачає вплив американської протестантської ідеології.

## Креаціоністська критика еволюційної біології

### Критика морального впливу еволюційної теорії

Карикатура 1871 р. на Ч. Дарвіна

Часто критика еволюційної біології прихильниками креаціонізму полягає не в науковості та доведеності, а в моральних наслідках використання тієї чи іншої теорії. Зокрема, за твердженнями деяких прихильників креаціонізму (від часів Дарвіна до сучасності,), еволюційна теорія призводить до занепаду моральних цінностей у суспільстві, оскільки:
- Еволюційна теорія принижує гідність людини, ставлячи її на один щабель з мавпами та іншими тваринами;
- Пропаганда еволюційної теорії призводить до розповсюдження атеїзму і руйнування традиційних релігійних цінностей;
- Пропаганда еволюційної теорії викликає занепад суспільної моралі, підвищує рівень злочинності, вагітності серед неповнолітніх, сімейних конфліктів і розлучень, абортів, гомосексуальність та ін.;
- Застосування «дарвіністських» принципів у внутрішній та міжнародній політиці призводить до розв'язування війн, репресій та масового знищення.

### Креаціоністська критика наукових аспектів еволюційної теорії

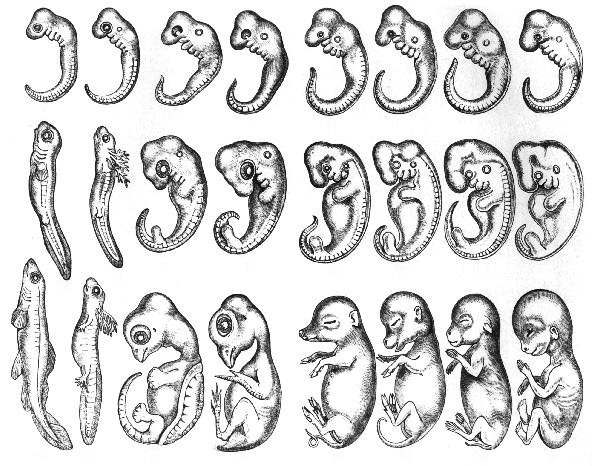
Сумнозвісна ілюстрація з роботи Ернста Геккеля, на якій розходження між ембріонами штучно занижені, заради більшої відповідності теорії рекапітуляції (повторення філогенезу в онтогенезі). Ця ілюстрація часто подається як приклад сфальсифікованих доказів теорії еволюції

Часто креаціоністи користуються тими ж аргументами, що й науковці, що протистоять ним, в спробі виглядати рівними та наводити схожі аргументи. Зокрема вони використовують такі аргументи:
- Методологічна критика:
  - Теорія еволюції є не науковою теорією, а різновидом релігії, оскільки базується на «вірі в еволюцію» і запереченні усіх фактів, які цій вірі суперечать;
  - Теорія еволюції не відповідає принципу спростовуваності, оскільки неможливо уявити собі факт, який еволюціоністи не змогли б пояснити в рамках цієї теорії;
- Фактологічна критика теорії еволюції та аргументація на користь креаціонізму:
  - Методи, які використовуються еволюціоністами для визначення віку астрономічних, геологічних та біологічних об'єктів, є хибними (в тому числі радіовуглецевий метод датування та інші радіометричні методи). Зокрема, фізичні константи, на припущенні про постійність яких базуються обчислення, у минулому могли мати інші значення, значно відмінні від теперішніх.
  - Деякі процеси, що відбуваються на Землі і в космосі (накопичення гелію в атмосфері, зменшення рівня магнітного поля Землі, накопичення пилу на Місяці, накопичення металів у океані тощо) свідчать на користь моделі «молодої Землі», бо екстраполяція їх у минуле на мільйони чи мільярди років дає абсурдні результати[31].
  - Сліди людини знаходять у таких геологічних шарах, де згідно з еволюційною теорією їх не має бути — зокрема, поруч із слідами динозаврів.
  - На відміну від мікроеволюції (наприклад, виведення нових сортів рослин чи порід тварин), макроеволюцію (тобто утворення нових видів і вищих таксонів) ніколи не було зафіксовано документально.
  - Не існує викопних решток перехідних форм, які б доводили факти макроеволюції. Ті перехідні форми, які демонструються як доказ еволюції, насправді є сфальшованими (наприклад, черепи та скелети «перехідних форм» неправильно зібрані з дрібних уламків, або з кісток, що належали різним істотам).
  - «Неспрощувана складність»: складні риси у багатьох живих організмів можуть працювати лише за умови одночасної присутності декількох компонентів. Відтак всі компоненти мали б еволюціонувати одночасно, що є вкрай малоймовірно, щоб риса працювала, інакше окремі компоненти усуватимуться природним добором (популярні приклади – "гармата" жука-бомбардира[32], шия ширафа[33], дятел).
  - Проблема переходу від однієї складної системи до іншої: не можна користуватися «половиною ока» чи «половиною крила», тому перетворення може бути тільки раптовим, а не поступовим.
  - «Тонке налаштування» природи: навіть незначна зміна фізичних параметрів Всесвіту (зокрема, співвідношення між фундаментальними фізичними константами) призвела б до того, що життя у такій системі стало б неможливим. Це свідчить про те, що світ створено не випадковим чином, а згідно зі спеціальним планом Творця (див. Антропний принцип).

## Критика креаціонізму

### Невідповідність креаціонізму принципам наукової теорії
З точки зору загальноприйнятого визначення філософії науки критеріями наукової теорії є такі:
- Узгодженість, тобто відсутність внутрішніх та зовнішніх логічних суперечок;
- Відповідність (простота), тобто згідно з принципом простоти відсутність зайвих аксіом;
- Корисність, тобто здатність пояснення інших, зокрема ще не відкритих, явищ;
- Емпірична перевірюваність, тобто можливість проведення експериментів, здатних підтвердити або спростувати теорію;
- Заснованість на контрольованих експериментах, що можна відтворити;
- Здатність до корекції та розвитку, тобто можливість зміни з відкриттям нової інформації[37].

Аналіз відповідності креаціонізму цим критеріям дає такі результати:
- Узгодженість
Присутня. З точки зору більшості течій креаціонізму зазвичай узгодженість присутня. Проте через велике число варіантів, часто виникає проблема відсутності бар'єрів того, які дані стосуються теорії, а які ні.
- Відповідність (простота)
Відсутня, через те, що креаціонізм не проходить тест на простоту через необхідність введення надприродної компоненти, що не є необхідною для пояснення явища. Хоча найпростіше пояснення не завжди істинне, саме йому, за відсутності додаткової аргументації, зазвичай надається перевага в науці.
- Корисність
Немає. Для корисності з точки зору філософії науки теорія, має пояснювати явища та мати здатність передбачати ще не описані явища. Зокрема, креаціонізм нездатний пояснити, чому генетичні зміни обмежені мікроеволюцією, та не приводять до еволюції великих груп організмів. Наукова теорія повинна надавати можливість розширювати наші знання на ще невідомі явища, тоді як твердження «це зробив бог» лише накладає обмеження на знання та не дозволяє робити передбачень.
- Емпірична перевірюваність
Відсутня. Креаціонізм неперевірюваний через заперечення натуралізму, одного з головних принципів науки. Покладання на надприродні сили не може бути перевірене через невідомість їх поведінки у майбутньому. Креаціоністи не пропонують моделі передбачення (або пропонують її у обмеженому вигляді), таким чином не пропонуючи експериментів, якими він може бути спростований або підтверджений, так само як і не пропонують розв'язання інших проблем.
- Заснованість на експериментах
Відсутня. Не існує опублікованих експериментів, що б показали істинність креаціонізму або показали б нерозв'язні помилки еволюційної біології. Креаціонізм не засновується на серії експериментів з аномальними результатами, як це часто трапляється в науці. Замість цього він (найпоширеніші течії) розвинувся з релігійних вірувань американських фундаменталістів та євангелістів, з чим погоджуються навіть прихильники креаціонізму.
- Здатність до корекції та розвитку
Відсутня. Креаціонізм претендує на абсолютну істину, а не на тимчасове пояснення експериментальних даних, що можуть змінитися з новими відкриттями. Якщо прихильники ідеї вірять в неї, не допускаючи помилки, не існує можливості та сенсу перевіряти дані та отримувати нові. Єдиними змінами у креаціоністському русі є зміна акцентів на біблійних (для більшості течій, інколи інших релігійних) аргументах для того, щоб теорія виглядала більш науковоподібною[37].

### Аргументи науковців у відповідь на креаціоністську критику
Переважна більшість дослідників, що працюють в офіційних наукових установах, не погоджуються з критикою еволюційної біології з боку креаціоністів. Зокрема вони відзначають, що сучасні наукові концепції еволюції Всесвіту, Землі і життя на ній базуються не на окремих знахідках, а на величезному масиві даних, отриманих різними науками — астрофізикою, геологією, палеонтологією, біологією, генетикою тощо, і ці дані узгоджуються між собою і з загальними фізичними законами. Біологічна еволюція є тісно пов'язаною з геологічною еволюцією Землі і суттєво впливала на зміну складу земної атмосфери, на утворення родовищ корисних копалин і на формування сучасного земного ландшафту. Еволюційна біологія є теорією, доведеною неодноразово і з багатьох боків:
- Аргументи, за допомогою яких креаціоністи доводять «молодий» вік Землі (накопичення гелію в атмосфері, зменшення рівня магнітного поля Землі, накопичення пилу на Місяці, накопичення металів у океані тощо), є некоректними, оскільки враховують лише окремі чинники, залишаючи дію інших поза межами уваги, і екстраполюють у минуле процеси, які є суттєво нерівномірними — зокрема, не враховується можливість витоку гелію з атмосфери, нерівномірність і навіть немонотонність зміни магнітного поля Землі та ін.[31].
- Твердження про невідповідність еволюційної теорії критерію спростовуваності заперечуються еволюціоністами: наприклад, вони вказують, що таким спростуванням могла б бути знахідка викопних кроликів у докембрійських відкладеннях[39].
- Свідчення про наявність слідів людини поруч зі слідами динозаврів та в інших геологічних шарах, де їх не мало б бути згідно з еволюційною теорією, є недостовірними[31].
- Методи датування геологічних та біологічних об'єктів, якими користується сучасна наука, було відкалібровано з урахуванням змінних факторів (наприклад, хімічного та ізотопного складу земної атмосфери), перевірено на тисячах різних зразків, які досліджувалися різними методами, і узгоджено між собою. Гіпотези про зміну значень фізичних констант у минулому, за допомогою чого можна було б урятувати уявлення про «молоду Землю», суперечать і теоретичним моделям, і експериментальним даним.
- Знайдено і досліджено велику кількість решток перехідних форм. Навіть якщо окремі з них є сфальшованими або дискусійними, достовірність переважної їх більшості не викликає сумнівів. Наприклад, хоча археоптерикс зараз вважається не предком сучасних птахів, а тупиковою гілкою еволюції рептилій, знайдено значну кількість інших перехідних форм між давніми рептиліями та сучасними птахами[40].
- Досліджено багато випадків «паралельної еволюції» з утворенням тупикових гілок розвитку, паралельних «основній» — наприклад, процес «паралельної тетраподизації лопатеперих риб», «паралельної маммалізації рептилій», «паралельної авіїзації архозаврів» тощо. Це суперечить ідеї керованого розвитку за наперед визначеною схемою[38][41].
- Концепція «Розумного задуму» залучає до розгляду понадприродні чинники там, де в цьому насправді немає потреби, і суперечить принципу Оккама. Ця концепція не досягла рівня серйозної наукової теорії і не отримала визнання у науковій спільноті.
- Питання про механізм утворення живих організмів з неживої матерії дійсно є складною проблемою сучасної еволюційної теорії. Одним із шляхів її розв'язання є вивчення відкритих нерівноважних хімічних систем, здатних до самоорганізації[38].

### Критика «компромісних» напрямків креаціонізму з боку буквалістських
Представники багатьох течій у креаціонізмі не заперечують сучасних наукових теорій про вік Землі та життя на ній, припускаючи, що біблійні тексти про створення світу і живих істот можна тлумачити в метафоричному сенсі. Така точка зору піддається критиці з боку молодоземельних напрямів креаціонізму, які наполягають на буквальному тлумаченні; «якщо ж наука суперечить Біблії, то тим гірше для науки, а не для Біблії». Наприклад, якщо б вік викопних решток живих істот становив мільйони років, як це припускають «прогресивні креаціоністи», то це б значило, що смерть та страждання існували раніше за біблійне Гріхопадіння; на думку молодоземельних креаціоністів, це суперечить основам християнського вчення. Їхні опоненти заперечують такі звинувачення, зокрема стверджуючи, що категорії смерті та страждання як кари за гріх мають розглядатися тільки щодо людини, наділеної безсмертною душею, але не до тварин.

### Критика «наукового» креаціонізму з християнської точки зору
З християнської точки зору, «науковий» креаціонізм критикують за спроби перетворити ідею про акт Божого творіння з релігійної концепції на наукову, яка має доводитися чи спростовуватися на рівних правах з іншими науковими теоріями. Зокрема, у 2006 р. Ровен Вільямс, Архієпископ Кентерберійський, висловив негативне ставлення до викладання креаціонізму у школах. За його думкою, ставлення до креаціонізму як до однієї з наукових теорій, що має розглядатися нарівні з іншими, може призвести не до звеличення акту творіння, а навпаки, до його применшення. Аналогічні думки висловлювали і діячі американської Єпископальної церкви: «Як Син Божий обмежив себе тим, що прийняв людську подобу і помер на хресті, так само і Бог обмежує свої божественні дії в цьому світі рамками встановлених Богом раціональних законів. Це дозволяє нам розуміти світ згідно з його власними законами, але це також значить, що природні процеси роблять Бога недоступним для наукового спостереження.».

## Соціологічні опитування про ставлення до креаціонізму
- За результатами опитування, проведеного у США у 2001 р. фондом Геллапа[24], близько 45 % американців вірили в те, що «Бог створив людей у вигляді, схожому на теперішній, у певний момент часу не більше ніж приблизно 10 тисяч років тому». Ще 37 % вважали, що «люди розвинулися за мільйони років з менш розвинених форм життя, але цей процес відбувався під проводом Бога»[45]. І лише 14 % вважали, що «люди розвинулися за мільйони років з менш розвинених форм життя без участі Бога»[24].
- Опитування, проведене у 2008 р. у Канаді, показало, що 58 % респондентів приймають ідею еволюції, а 22 % вважають, що Бог створив людей у їх нинішньому вигляді не більше ніж приблизно 10 тисяч років тому[46].
- За опитуванням 2006 року, 48 % британців вважають теорію еволюції правильною (22 % висловилися на підтримку креаціонізму, і ще 17 % — за розумний задум, решта не визначилася), і 44 % вважають, що у школах потрібно обговорювати також і креаціонізм (вивчення теорії еволюції в школах підтримали 69% респондентів).[47]
- Згідно з результатами опитування UK Teachers 2006 року, опублікованими Університетом Саутгемптона, 36 % учителів вважають, що до створення світу причетна рука Божа, а 28 % погодилися з обговоренням креаціонізму на уроках.[48]

### Точка зору буквалістичних напрямків креаціонізму
- Христианский научно-популярный Интернет — журнал «Библейское открытие»
- Християнський науково-апологетичний центр, Симферополь [Архівовано 10 лютого 2009 у Wayback Machine.]
- Евразийское апологетическое общество [Архівовано 31 грудня 2008 у Wayback Machine.]
- Шестоднев против эволюции. Миссионерско-просветительский центр «Шестоднев». Православное общество защиты и раскрытия святоотеческого учения о сотворении мира. [Архівовано 4 липня 2007 у Wayback Machine.]
- П. Тейлор. Сотворение: Иллюстрированная книга ответов[недоступне посилання з липня 2019]
- Г. Моррис. Научный креационизм[недоступне посилання з липня 2019]
- Р. Юнкер, З. Шерер. История происхождения и развития жизни
- Б. Томпсон. Научные доказательства сотворения
- Б. Рудий. Криза еволюціонізму
- Дж. Сарфати. Несостоятельность теории эволюции
- В. Малюк. Наука і Біблія
- К. Хэм, Дж. Сарфати, К. Виланд. Книга Ответов
- Дж. Оллер. Библейские основы современной науки
- Г. Моррис. Креационная наука[недоступне посилання з липня 2019]
- К. Виланд. Камни и кости
- Креационная библейская археология [Архівовано 7 січня 2009 у Wayback Machine.]
- Б. Купер. После потопа: ранняя история Европы[недоступне посилання з липня 2019]
- Рос А. В начале…: Пер. с англ. — Заокский: «Источник жизни», 2001 [Архівовано 21 лютого 2014 у Wayback Machine.]

### Точка зору теїстичного еволюціонізму
- Патриарший центр духовного развития детей и молодёжи
- Андрей Кураев. Может ли православный быть эволюционистом? [Архівовано 21 вересня 2007 у Wayback Machine.]
- В. Гитт. Творил ли Бог через эволюцию?

### Концепція «Розумного задуму»
- The Facts about Intelligent Design: A Response to the National Academy of Sciences’ Science, Evolution, and Creationism [Архівовано 12 травня 2008 у Wayback Machine.]
- Происхождение, сотворение и эволюция-свидетельства науки о Разумном Замысле [Архівовано 5 липня 2019 у Wayback Machine.]
- Інститут проблем походження і розвитку Всесвіту і життя, Київ [Архівовано 8 червня 2022 у Wayback Machine.]
- Київська спілка за об'єктивність в науці та освіті [Архівовано 27 серпня 2019 у Wayback Machine.]
- Острозька конференція «Парадигма Творення в сучасній науці» (рос.)

### Теорія еволюції і критика креаціонізму
- В. Алексеев. Существует ли научный креационизм? (рос.)
- TalkOrigins Archive: Exploring the Creation/Evolution Controversy [Архівовано 21 жовтня 2018 у Wayback Machine.] (англ.)
- Evolution Sciences versus Doctrines of Creationism and Intelligent Design [Архівовано 1 березня 2009 у Wayback Machine.]
- Theobald, Douglas L. 29+ Evidences for Macroevolution: The Scientific Case for Common Descent. The Talk.Origins Archive. Vers. 2.83. 2004. 12 Jan, 2004 [Архівовано 15 червня 2019 у Wayback Machine.] (англ.)
- The Quote Mine Project [Архівовано 6 квітня 2019 у Wayback Machine.]: Вирвані з контексту висловлювання еволюціоністів, цитовані креаціоністами. (англ.)
- Бібліотека матеріалів з питань еволюції на macroevolution.narod.ru (рос.)
- Шабанов Д. А. Чи спростована теорія еволюції? Ч. 1. Чи є науковим вибір між еволюціонізмом і креаціонізмом? // Біологія. № 1 (1), 2002 р. — С. 5-7. Ч. 2. Мінливість наукового знання — недолік чи достоїнство? // Біологія. № 3 (3), 2002 р. — С. 1-4. Ч. 3. Проблема перехідних форм // Біологія. № 7 (7), 2002 р. — С. 1-4. Ч. 4. Що є людина? // Біологія. № 4, 2004 р.
- Єськов К. Ю. Дивовижна палеонтологія: Історія Землі й життя на ній. — Х.: Вид-во «Ранок», 2011 рік, 312 стор., ISBN 978-611-540-825-2

### Інші пов'язані теми
- О тупике, в котором оказалась СТЭ (синтетическая теория эволюции) и о путях выхода из этого тупика. (рос.)

### Політичні питання
- С. Г. Мамонтов. Вера и наука. К вопросу о религиозном и светском преподавании биологии в школе [Архівовано 18 вересня 2007 у Wayback Machine.] (рос.)